# Téménos (Héraclide)
Pour les articles homonymes, voir Téménos.
 (août 2009).
Si vous disposez d'ouvrages ou d'articles de référence ou si vous connaissez des sites web de qualité traitant du thème abordé ici, merci de compléter l'article en donnant les références utiles à sa vérifiabilité et en les liant à la section « Notes et références ».
Dans la mythologie grecque, Téménos (en grec ancien Τήμενος / Témenos), fils d'Aristomaque et frère de Cresphontès et d'Aristodème, est l'un des Héraclides. Il aide à mener la cinquième et dernière attaque sur Mycènes dans le Péloponnèse.
La tradition issue d'Hérodote fait de Téménos l'ancêtre mythique des Argéades, la dynastie d'Alexandre le Grand.

## Mythe
Les Héraclides avaient construit, sur l'avis d'un oracle, une flotte à Naupacte, mais avant de partir, Aristodème fut foudroyé par Zeus (ou tué par Apollon) et la flotte fut détruite. De fait, ce serait une vengeance d'Apollon pour le meurtre du devin acarnanien Karnos par Hippotès. L'oracle bannit donc Hippotes pour dix ans, pour que les Héraclides expient le crime.
À son retour à Naupacte, Téménos rencontra Oxylos, un Étolien qui avait perdu un œil après une chute de cheval, et le pressa d’entrer à son service. Les Héraclides réparèrent leurs navires et naviguèrent vers Antirion, puis vers Río promontoire d’Achaïe dans le Péloponnèse.
Une bataille décisive a lieu contre Tisamène, le fils d'Oreste, le chef de la péninsule, qui fut défait et tué. Les Héraclides devinrent maîtres d'une grande partie du Péloponnèse, et procédèrent à la distribution des territoires entre eux par lots. Argos échut à Téménos.

## Entre légende et réalité
La conquête du Péloponnèse par les Doriens, communément appelée le « Retour des Héraclides », est une représentation de la puissance retrouvée de la gente issue d'Héraclès, leur ancêtre et héros grec. Cette invasion mythique ne serait qu'une version légendée de l'invasion conjointe des Doriens et des Étoliens, fuyant leur ancien oppresseur au nord, les Thessaliens.
Pour résumer, Homère et Hésiode n'en parlèrent que peu. Hérodote indiqua que des poètes avaient célébré leurs exploits mais dont les récits étaient limités surtout après celui de la mort d'Héraclès. L'histoire fut glorifiée par les tragédiens grecs, eux-mêmes inspirés par les légendes locales.